# Dmitrijewka (Tambow, Nikiforowski)
Dmitrijewka (russisch Дми́триевка) ist eine Siedlung städtischen Typs in der Oblast Tambow in Russland mit 8421 Einwohnern (Stand 14. Oktober 2010).

## Geographie
Der Ort liegt knapp 50 km Luftlinie westnordwestlich des Oblastverwaltungszentrums Tambow und 20 km östlich der Stadt Mitschurinsk am linken Ufer des linken Woronesch-Quellflusses Polnoi Woronesch.
Dmitrijewka ist Verwaltungszentrum des Rajons Nikiforowski sowie Sitz und einzige Ortschaft der Stadtgemeinde (gorodskoje posselenije) Dmitriejewski possowet.

## Geschichte
Der Ort wurde erstmals 1636 im Zusammenhang mit der Errichtung der Simbirsker Verhaulinie als Belski gorodok erwähnt. Für 1782 wird in statistischen Unterlagen ein Dorf Dmitrijewka „unweit der Belski-Brücke über den Polnoi Woronesch“ erwähnt.
Die wirtschaftliche Bedeutung des Ortes wuchs mit der Vorbeiführung der Bahnstrecke nach Tambow und Saratow um 1870 und Eröffnung einer Bahnstation unweit des Ortes, die 1904 nach dem örtlichen Grundbesitzer Nikiforow in Nikiforowka umbenannt wurde.
1928 wurde Dmitrijewka Verwaltungssitz eines neu geschaffenen, jedoch nach der Bahnstation benannten Rajons. Am 9. August 1966 erhielt der Ort den Status einer Siedlung städtischen Typs.

### Bevölkerungsentwicklung
| Jahr | Einwohner |
| ---- | --------- |
| 1939 | 1153      |
| 1959 | 2211      |
| 1970 | 7174      |
| 1979 | 8445      |
| 1989 | 9518      |
| 2002 | 9287      |
| 2010 | 8421      |

Anmerkung: Volkszählungsdaten

## Verkehr

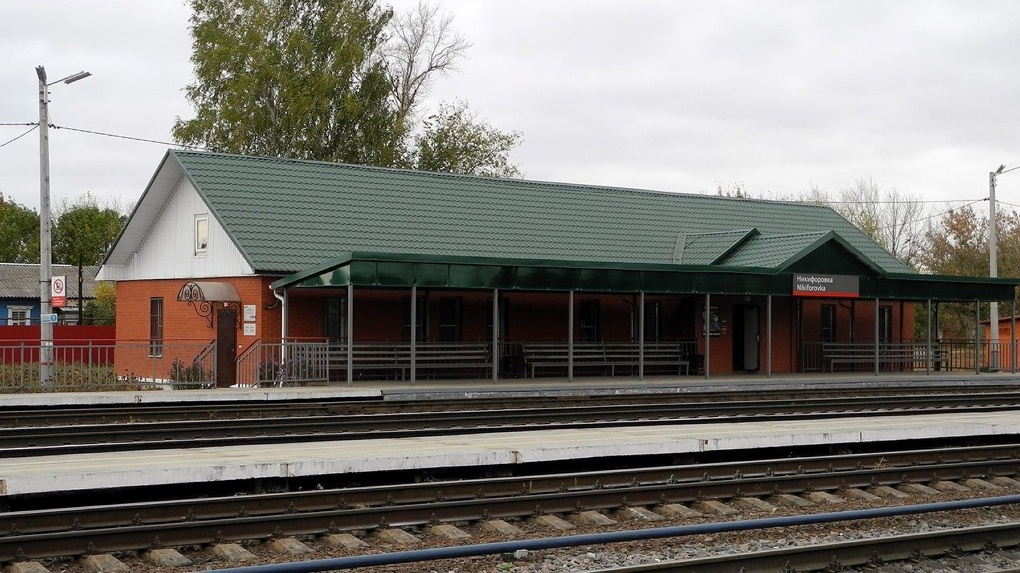
Bahnstation Nikiforowka

In Dmitrijewka befindet sich die Station Nikiforowka bei Kilometer 427 der auf diesem Abschnitt 1869 (durchgehend 1871) eröffneten Eisenbahnstrecke Moskau – Rjasan – Tambow – Saratow.
Südlich wird die Siedlung von der föderalen Fernstraße R22 Kaspi umgangen, die Kaschira bei Moskau über Tambow und Wolgograd mit Astrachan verbindet.